# Sephardische Musik

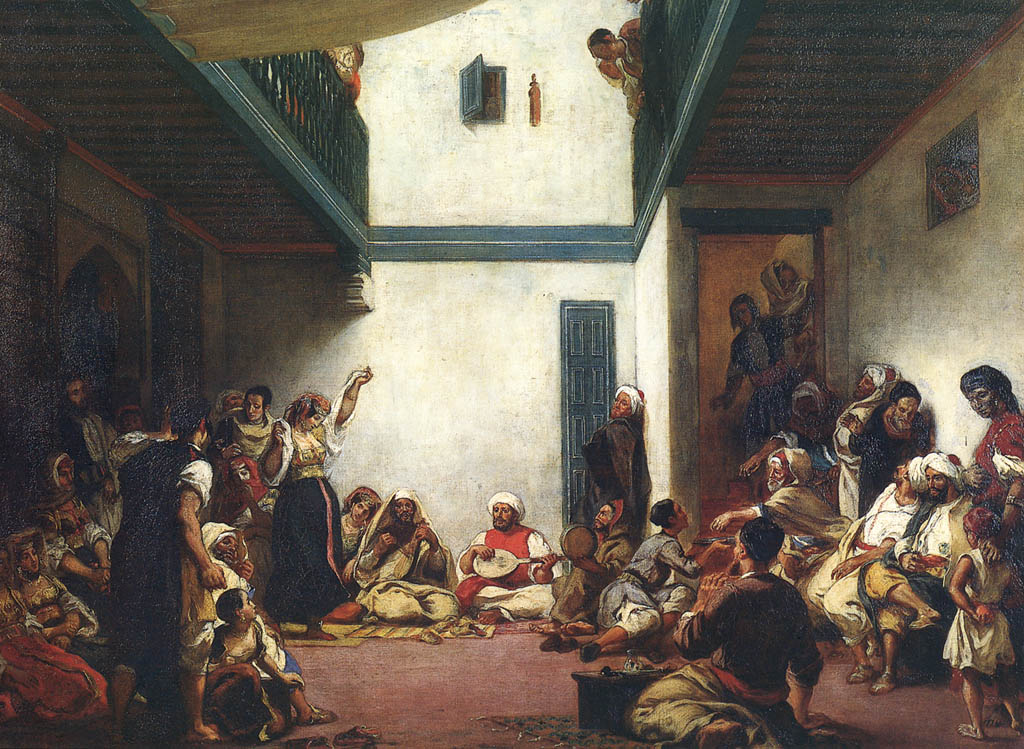
Gemälde: Jüdische Hochzeitsmusik in Marokko. 19. Jh.

Sephardische Musik  ist die Musik der als Sepharden bezeichneten Nachfahren iberischer Juden, die nach einer über Jahrhunderte währenden Phase des kulturell, wirtschaftlich und politisch bedeutsamen Zusammenlebens mit den Mehrheitsbevölkerungen der Iberischen Halbinsel am Ende des 15. Jahrhunderts aus Spanien und Portugal vertrieben wurden, und die sich bevorzugt im Mittelmeerraum niederließen.

## Entwicklung
Wie in der sephardischen Sprache lassen sich auch in der sephardischen Musik Elemente der spanischen Kultur nachweisen, auch wenn diese durch die Einflüsse der neuen Gastländer im Laufe der Jahrhunderte zunehmend überformt wurden. So hat sich das ursprünglich ibero-jüdische Repertoire der Musikpraxis jeder Region angepasst und regionale Eigenheiten aufgenommen, so die mikrotonal verzierten Töne des nordafrikanischen Kulturraumes; die türkisch beeinflussten Rhythmen vom Balkan und die arabisch-türkischen Tonsysteme.
Die Forschung steht in Bezug auf die Musik der Sephardim vor dem Problem, dass zwar jüdische und nichtjüdische Quellen zum Musikleben der Juden in Spanien vorhanden sind, die erhaltenen Niederschriften von Musik aber alle aus der Zeit nach 1492 stammen. Große Teile des Repertoires wurden über lange Zeiträume nur oral tradiert und erst im 20. Jahrhundert niedergeschrieben oder aufgenommen. Israel J. Katz schreibt deshalb, dass „die Musik des sephardischen Spanien für uns Rätsel (Enigma) bleibt“.
Es gibt drei Arten sephardischer Lieder: Balladen und Unterhaltungslieder, Romanzen sowie geistliche oder liturgische Gesänge. Die Sänger sind zumeist Frauen, die während der Hausarbeit singen. Die Gesangstraditionen verbreiteten sich von Spanien nach Marokko (die „westliche Tradition“) und in Teile  des Osmanenreichs („östliche Tradition“) mit Griechenland, Jerusalem, dem Balkan und Ägypten. Die meist monophonen Lieder sind normalerweise unbegleitet. Tamburins und andere Perkussionsinstrumente werden zuweilen verwendet, insbesondere bei Hochzeitsliedern. Eine instrumentale Begleitung erfolgt traditionell durch Oud und Kanun, heutige Interpreten verwenden unterschiedlichste Instrumente westlichen Ursprungs. Die Texte können in unterschiedlichen Sprachen vorgetragen werden, einschließlich des Hebräischen für religiöse Gesänge sowie des Ladino.
Anfang des 20. Jahrhunderts wurden einige populäre kommerzielle Plattenaufnahmen sephardischer Musik in Griechenland und der Türkei, später in Jerusalem und anderen Regionen der östlichen Tradition veröffentlicht.  Die ersten Interpreten waren zumeist Männer, einschließlich der Türken Jack Mayesh, Haim Efendi und Yitzhak Algazi. Später kam eine neue Sängergeneration auf, viele von ihnen waren selbst keine Sepharden.  Gloria Levy, Pasharos Sefardíes und Flory Jagoda waren bekannte Interpreten dieser östlichen Traditionsperiode. Yasmin Levy zählt zu einer neuen Sängergeneration, die das Ladino-Erbe neu interpretiert und mit andalusischem Flamenco kombiniert. Myriam Alter fusioniert sephardische Musik mit Jazz und lateinamerikanischer Musik. In der Türkei schaffte es die sephardische Musikgruppe Sefarad bis in die Top Ten.

## Liste von Interpreten

### Interpreten sephardischer Herkunft
- Noam Vazana (Israel/Niederlande)
- Mor Karbasi (Großbritannien)
- Yasmin Levy (Israel)
- Lili Boniche (Algerien)
- Yehoram Gaon (Israel)

### Interpreten sephardischer Musik
- Ana Alcaide (Spanien)
- Esther Ofarim (Israel)
- Soledad Bravo (Venezuela)
- Savina Yannatou (Griechenland)

### Ensembles
- Ensemble Sarband (Deutschland / Bulgarien / Türkei / Libanon)
- Sefarad (Türkei)